# Palombia
Palombia, ufficialmente Stati Uniti della Palombia (in spagnolo Estados Unidos de Palombia), è uno stato immaginario dell'America meridionale.
L'invenzione del nome Palombia si deve al vignettista belga André Franquin nel 1951, che fuse il nome del Paraguay e della Colombia.
Nella Repubblica di Palombia abitano Spirou e Fantàsio, personaggi principali della serie a fumetti Notizie da prima pagina.

## Storia

Bandiera ufficiale della Palombia

La storia di Palombia è spesso stata agitata da rivolte per l'Indipendenza, avvenuta dalla Spagna, nel 1923. Nel 1950 il rivoluzionario Zantas prese il potere, autoproclamandosi generale. Spirou e Fantasio riconoscono in lui un lontano cugino.
Dalla fine del 1960 c'è stato a Palombia un vero e proprio boom economico, anni in cui salì al potere Papa Prinz seguito dal figlio Baby Prinz, spodestato nel 1990 da Achilo Zavatas.
In questo fumetto, André Franquin non perde l'occasione di lanciare un anatema contro i cartoni animati violenti e militari.

## Economia
La cosiddetta crisi del sapone ha segnato fortemente la vita economica di Palombia. In effetti, l'economia è inesistente: nel 1930 Henry Ford ha cercato di costruire delle industrie nella foresta palombiana, ma con scarsissimo esito.
È presente una compagnia aerea interna, la Airways Palombian, e una internazionale, la Palombian World Airways che collega tutte le principali città del mondo con la capitale Chiquito.